# Muhanad Al-Halak

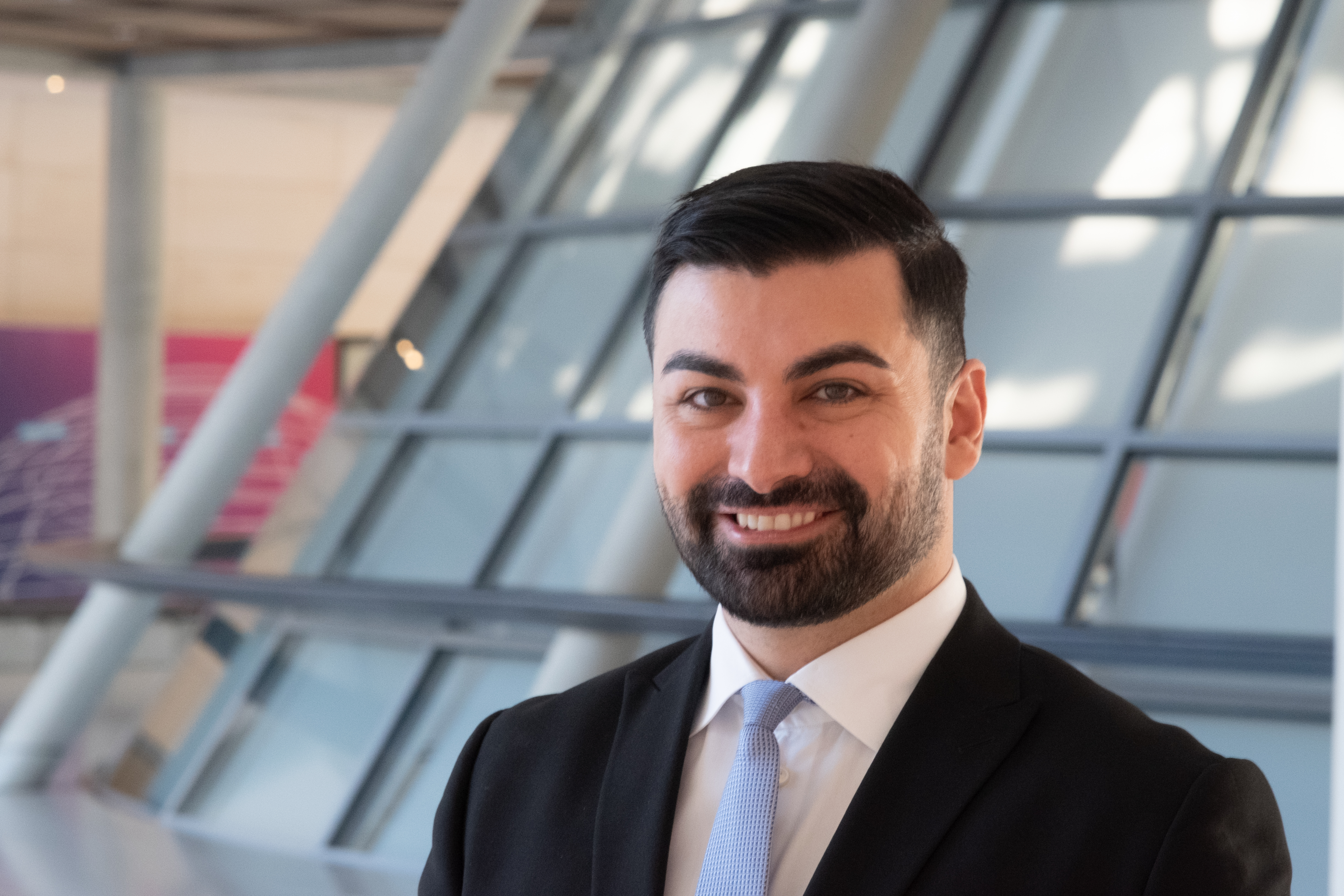
Muhanad Al-Halak 2022 im Bundestag

Muhanad Al-Halak (* 31. Juli 1989 in Diyala, Irak) ist ein deutscher Politiker (FDP). Er war von  Oktober 2021 bis März 2025  Mitglied des Deutschen Bundestags.

## Leben und Beruf
Al-Halak kam 2001 als elfjähriges Kind aus dem Irak nach Grafenau in Niederbayern. Seine Eltern und er beantragten Asyl, das ihnen nach einem langjährigen Verfahren erteilt wurde. Von 2001 bis 2006 besuchte er die Propst-Seyberer-Mittelschule und schloss diese mit dem Qualifizierenden Hauptschulabschluss ab.
Er arbeitete ab 2006 bis zu seinem Bundestagseinzug im öffentlichen Dienst bei der Stadt Grafenau. Nachdem er zunächst bis 2009 eine Ausbildung zur Fachkraft für Abwassertechnik bei der Stadt absolviert hatte, bildete er sich von 2010 bis 2012 bei der Meisterschule der BVS Lauingen zum geprüften Abwassermeister fort. Von 2012 bis Dezember 2020 arbeitete Al-Halak als Abwassermeister der Abwasserbeseitigung, wo er für das Entwässerungsmanagement der Gemeinde verantwortlich war. Für den Falle einer Beendigung seiner Tätigkeit als Abgeordneter besitzt er ein Rückkehrrecht für seine Stelle als Fachkraft für Abwassertechnik.

## Politische Tätigkeiten
Nachdem Al-Halak bei einem Auftritt Christian Lindner begegnet war, trat er im Januar 2017 in die FDP ein. Von 2017 bis Juli 2020 war er stellvertretender Kreisvorsitzender der FDP Freyung-Grafenau. Er kandidierte bei der Europawahl 2019 auf Listenplatz 52. Bei der Kommunalwahl 2020 kandidierte er im ersten Wahlgang als Bürgermeister der Stadt Grafenau, konnte sich jedoch nicht für die anschließende Stichwahl qualifizieren. Er gewann jedoch als einziger Vertreter seiner Partei ein Mandat im Stadtrat Grafenaus und wurde in den Kreistag des Landkreises Freyung-Grafenau gewählt. Seit Juli 2020 ist er FDP-Kreisvorsitzender und seit September Beirat des Bezirksvorstandes der FDP-Niederbayern. Bei der Kommunalwahl 2026 kandidiert er erneut als Bürgermeister der Stadt Grafenau.
Al-Halak kandidierte bei der Bundestagswahl 2021 als Direktkandidat im Bundestagswahlkreis Deggendorf und auf Platz 14 der Landesliste der FDP. Im Wahlkreis erhielt er 5 % der Stimmen und verpasste damit das Direktmandat. Da die FDP Bayern 14 Plätze errang, zog er dennoch als Abgeordneter in den 20. Deutscher Bundestag ein. Im Bundestag war er ordentliches Mitglied im Ausschuss für Umwelt, Naturschutz, nukleare Sicherheit und Verbraucherschutz sowie im Parlamentarischen Beirat für nachhaltige Entwicklung. Zudem war er stellvertretendes Mitglied im Ausschuss für Inneres und Heimat und stellvertretender Vorsitzender der Parlamentariergruppe der arabischsprachigen Staaten des Nahen und Mittleren Ostens.

## Mitgliedschaften
Al-Halak ist Mitglied des Beirates Digitales des Verbraucherzentrale Bundesverband. Außerdem wurde er im Juni 2025 in den Politischen Beirat der Bundesverbraucherhilfe berufen.

## Privates
Al-Halak ist ledig. Er nahm, wie auch seine restliche Familie, die deutsche Staatsbürgerschaft an.